# N-Диметиламфетамин
N-Диметиламфетамин (Метротонин) — препарат из группы психостимуляторов, является производным фенилэтиламина и амфетамина. В Соединенных Штатах в медицинских целях не используются, поскольку является веществом, контролируемым по списку I DEA.

## Общая информация
По сравнению с амфетамином или метамфетамином, диметиламфетамин имеет довольно слабое стимулирующие действие, обладает более низким наркогенным потенциалом и менее нейротоксичен по сравнению с метамфетамином.

## Незаконное производство
Диметиламфетамин иногда обнаруживается в незаконных лабораториях по производству метамфетамина, но обычно он является примесью, а не желаемым продуктом. Он может быть получен случайно, когда метамфетамин синтезируется путем метилирования амфетамина, если температура реакции слишком высока или используется избыток метилирующего агента.

## Правовой статус
В Российской Федерации N-Диметиламфетамин входит в Список I Перечня наркотических средств, психотропных веществ и их прекурсоров, подлежащих контролю в Российской Федерации (оборот запрещён)